# 脇明子
脇 明子（わき あきこ、1948年2月6日 - ）は、日本の英国ファンタジー研究者・翻訳家。ノートルダム清心女子大学名誉教授。
祖母は北原白秋門下の歌人・脇須美。母の脇和子とは絵本の共著がある。夫は児童文学研究者、翻訳者の歌崎秀史。

## 略歴
香川県出身。香川県立高松高等学校を経て、1971年東京大学教養学科科学史・科学哲学専修卒業、同大学院比較文学比較文化専修に進み、修士論文として泉鏡花論を『幻想の論理』として刊行。
その後はデ・ラ・メア、ル＝グウィンなど英語圏のファンタジーに専門を移行し、翻訳を多く刊行している。ノートルダム清心女子大学助教授、教授を歴任。

## 著書

### 単著
- 『幻想の論理 泉鏡花の世界』（講談社現代新書） 1974。増補版（沖積舎） 1992
- 『ファンタジーの秘密』（沖積舎） 1991、新装版 1993・2004
- 『読む力は生きる力』（岩波書店） 2005
- 『魔法ファンタジーの世界』（岩波新書） 2006
- 『物語が生きる力を育てる』（岩波書店） 2008
- 『少女たちの19世紀 人魚姫からアリスまで』（岩波書店） 2013
- 『読む力が未来を開く 小学生への読書支援』（岩波書店） 2014

### 共著・編著
- 『あたごの浦 讃岐のおはなし』（脇和子共著、大道あや絵、福音館書店、こどものとも年中向き） 1984 - 絵本
  - 『あたごの浦 - 讃岐のおはなし』（こどものとも傑作集)　1993
- 『おかぐら』（小野かおる絵、福音館書店） 1996 - 絵本
- 『自分を育てる読書のために』（小幡章子共著、岩波書店） 2011
- 『子どもの育ちを支える絵本』（編著、岩波書店） 2011

## 翻訳
- 『天のろくろ』（アーシュラ・K・ル＝グウィン、サンリオSF文庫） 1979、復刊ブッキング 2005
- 『星を帯びし者』（パトリシア・A・マキリップ、ハヤカワ文庫FT） 1979
- 『海と炎の娘』（マキリップ、ハヤカワ文庫FT） 1980
- 『風の竪琴弾き』（マキリップ、ハヤカワ文庫FT）1981
- 『丘はうたう』（マインダート・ディヤング、モーリス・センダック絵、福音館書店） 1981
- 『ねこのオーランドー』（キャスリーン・ヘイル、福音館書店） 1982
- 『まどのそとのそのまたむこう』（センダック、福音館書店） 1983
- 『パパの大飛行』（アリス&マーティン・プロヴェンセン、福音館書店） 1986
- 『辺境の惑星』（ル＝グウィン、ハヤカワ文庫SF） 1989
- 『センダックの絵本論』（島多代共訳、岩波書店） 1990
- 『ママはだめっていうけど』（サッチャー・ハード、福音館書店） 1990
- 『ビルボの別れの歌』（J・R・R・トールキン、岩波書店） 1991
- 『ねこのオーランドー 農場をかう』（キャスリーン・ヘイル、童話館出版） 1996
- 『ぐんぐんぐん』（デービッド・マレット、岩波書店） 1998
- 『不思議の国のアリス』（ルイス・キャロル、岩波書店） 1998、岩波少年文庫 2000
- 『鏡の国のアリス』（ルイス・キャロル、岩波書店） 1998、岩波少年文庫 2000
- 『クリスマス・キャロル』（ディケンズ、岩波少年文庫） 2001
- 『シンドバッドの冒険』（ルドミラ・ゼーマン、岩波書店） 2002 - 大型絵本
- 『シンドバッドと怪物の島』（ルドミラ・ゼーマン、岩波書店） 2002 - 大型絵本
- 『シンドバッドのさいごの航海』（ルドミラ・ゼーマン、岩波書店） 2002 - 大型絵本
- 『雪女 夏の日の夢』（ラフカディオ・ハーン、岩波少年文庫） 2003
- 『オタバリの少年探偵たち』（セシル・デイ・ルイス、岩波少年文庫） 2008
- 『小公子』（フランシス・バーネット、岩波少年文庫） 2011
- 『小公女』（フランシス・バーネット、岩波少年文庫） 2012
- 『蛙となれよ冷し瓜 一茶の人生と俳句』（マシュー・ゴラブ、カズコ・G・ストーン絵、岩波書店） 2014 - 絵本
- 『かじ屋と妖精たち イギリスの昔話』（堀川理万子絵、岩波少年文庫） 2020
- 『ねこのオーランドー　農場をかう』（キャスリーン・ヘイル絵・文、童話館出版） 2023
- 『ナイチンゲールが歌ってる』（ルーマー・ゴッデン、網中いづる絵、岩波少年文庫） 2023
- 『秘密の花園』（フランシス・バーネット、ジェニー・ウィリアムズ絵、教文館） 2024

### ウォルター・デ・ラ・メア
- 『魔女の箒』（ウォルター・デ・ラ・メア、国書刊行会、世界幻想文学大系10） 1975
- 『アリスの教母さま』（デ・ラ・メア、橋本治絵、牧神社） 1976、作品集：東洋書林 2022
- 『アーモンドの樹』（デ・ラ・メア、牧神社） 1976、東洋書林 2023
- 『まぼろしの顔』（デ・ラ・メア、牧神社） 1976、東洋書林 2023
- 『ムルガーのはるかな旅』（デ・ラ・メア、ハヤカワ文庫FT） 1979、岩波少年文庫 1997
- 『九つの銅貨』（デ・ラ・メア、福音館書店） 1987、福音館文庫 2005
- 『ノウサギとハリネズミ』（デ・ラ・メア再話、福音館書店、ランドセルブックス、イギリスの物語） 2013

### ジョージ・マクドナルド
- 『お姫さまとゴブリンの物語』（ジョージ・マクドナルド、モーリス・センダック絵、岩波少年文庫） 1985、のち新版 2003
- 『カーディとお姫さまの物語』（マクドナルド、モーリス・センダック絵、岩波少年文庫） 1986、新版2003
- 『かるいお姫さま』（マクドナルド、モーリス・センダック絵、岩波少年文庫） 1995、新版2005、岩波書店 2020
- 『金の鍵』（マクドナルド、モーリス・センダック絵、岩波少年文庫） 1996、岩波書店 2020
- 『北風のうしろの国』上・下（ジョージ・マクドナルド、岩波少年文庫） 2015

### ルース・エルウィン・ハリス
- 『丘の家のセーラ』（ルース・エルウィン・ハリス、岩波書店、ヒルクレストの娘たち1） 1990
- 『フランセスの青春』（ハリス、岩波書店、ヒルクレストの娘たち2） 1991
- 『海を渡るジュリア』（ハリス、岩波書店、ヒルクレストの娘たち3） 1992
- 『グウェンの旅だち』（ハリス、岩波書店、ヒルクレストの娘たち4） 1995

## 参考記事
- 『現代日本人名録』 2002